# Lennard Hofstede
Lennard Hofstede (Poeldijk, 29 december 1994) is een Nederlands voormalig wielrenner die in 2023 reed voor Team Jumbo-Visma. Op 31 december 2023 maakte hij bekend te stoppen met wielrennen.

## Overwinningen
2012
1e etappe Driedaagse van Axel
2016
2e etappe Ronde van Rhône-Alpes Isère
Eind- en jongerenklassement Ronde van Rhône-Alpes Isère

## Resultaten in voornaamste wedstrijden
| Jaar | Ronde van Italië | Ronde van Frankrijk | Ronde van Spanje |
| ---- | ---------------- | ------------------- | ---------------- |
| 2017 |                  |                     | opgave           |
| 2018 | 144e             |                     |                  |
| 2019 |                  |                     | 152e             |
| 2020 |                  |                     | 51e              |
| 2021 |                  |                     | 128e             |
| 2022 |                  |                     |                  |
| 2023 |                  |                     |                  |

| Jaar | Gent-Wevelgem | Ronde van Vlaanderen | Parijs-Roubaix | Amstel Gold Race | Luik-Bast.‑Luik | Ronde van Lombardije | Waalse Pijl | Strade Bianche |  | Wereldranglijsten |
| ---- | ------------- | -------------------- | -------------- | ---------------- | --------------- | -------------------- | ----------- | -------------- |  | ----------------- |
| 2017 |               |                      |                |                  | 103e            | 71e                  | 108e        |                |  | 299e (UWT)        |
| 2018 | opgave        | 77e                  | opgave         |                  |                 |                      |             | opgave         |  |                   |
| 2019 |               |                      |                |                  |                 |                      | opgave      |                |  | 1886e (UWR)       |
| 2020 |               |                      |                |                  | 50e             | opgave               | 31e         |                |  |                   |
| 2021 |               |                      |                | opgave           | 142e            |                      | 83e         |                |  |                   |
| 2022 |               |                      |                |                  |                 |                      |             |                |  |                   |
| 2023 |               |                      |                | opgave           |                 |                      | opgave      | 105e           |  |                   |

### Resultaten in kleinere rondes
| Jaar | Tour Down Under | UAE Tour | Parijs-Nice | Ronde van Catalonië | Ronde van het Baskenland | Ronde van Romandië | Ronde van Californië | Critérium du Dauphiné | Ronde van Polen | Benelux Tour | Ronde van Guangxi |
| ---- | --------------- | -------- | ----------- | ------------------- | ------------------------ | ------------------ | -------------------- | --------------------- | --------------- | ------------ | ----------------- |
| 2017 | 87e             | 104e     |             |                     |                          |                    | 41e                  | 60e                   |                 | 26e          | 105e              |
| 2018 |                 | 131e     |             |                     |                          |                    |                      |                       | opgave          |              | 108e              |
| 2019 | 35e             |          |             | 60e                 |                          | 68e                | 63e                  | 55e                   | 73e             |              |                   |
| 2020 | 78e             |          |             |                     |                          |                    |                      |                       |                 |              |                   |
| 2021 |                 |          | opgave      |                     | opgave                   |                    |                      | opgave                |                 |              |                   |
| 2022 |                 |          |             |                     |                          |                    |                      |                       |                 |              |                   |
| 2023 | 68e             | 94e      |             |                     | opgave                   | opgave             |                      |                       |                 | 128e         |                   |

## Ploegen
- 2013 –  Rabobank Development Team
- 2014 –  Rabobank Development Team
- 2015 –  Rabobank Development Team
- 2016 –  Rabobank Development Team
- 2017 –  Team Sunweb
- 2018 –  Team Sunweb
- 2019 –  Team Jumbo-Visma
- 2020 –  Team Jumbo-Visma
- 2021 –  Team Jumbo-Visma
- 2022 –  Team Jumbo-Visma
- 2023 –  Jumbo-Visma

van Baarle ·
Bosman ·
Bovenhuis ·
van Dongen ·
Dolfsma ·
van Empel ·
Godrie ·
van der Haar ·
Hofstede ·
Korevaar · 
van der Lijke ·
Minnaard ·
Olivier ·
Slik ·
Teunissen ·
van Trijp ·
Tusveld ·
Wubben ·
Zabel ·
Zepuntke ·
Meijers (stagiair) ·
Roosen (stagiair) 
Bol · Budding · Dolfsma · van Dongen · van Empel · Gerts · Godrie · Havik · Hofstede · Honingh · Korevaar · Lindeman · Looij · Meijers · Oomen · Roosen · Slik · Teunissen · van Trijp · Tusveld
Bax ·
Bol ·
Budding ·
Cornelisse ·
Godrie ·
Havik ·
Hofstede ·
Honigh ·
Korevaar · 
Lenderink ·
Maas ·
Meijers ·
Nieuwenhuis ·
Oomen ·
Tolhoek ·
van Trijp ·
Tusveld ·
de Vries ·
Wouters
Bax · Bol · Bouwmans · Budding · Cornelisse · Godrie · Gunst · van der Heijden · Hofstede · Honigh · Korevaar · Lenderink · Maas · Meijers · Nieuwenhuis · Nieuwpoort · Olieslagers · Tusveld · de Vries · Wouters
Andersen · Arndt · Barguil · Bauhaus · Curvers · Ten Dam · De Backer · Dumoulin   · Fröhlinger · Geschke · Haga · Hamilton · Hofstede · Kämna · Kelderman · Lunke · Matthews · Oomen · Preidler · Sinkeldam · Stamsnijder · Teunissen · Timmer · Waeytens · Walscheid · Kanter (stagiair) · Rohde (stagiair)
Andersen · Arndt · Bauhaus · Curvers · ten Dam · Dumoulin   · Fröhlinger · Geschke · Haga · Hamilton · Hindley · Hofstede · Kämna · Kelderman · Matthews · Oomen · Stamsnijder · Storer · Teunissen · Theuns · Tusveld · Vervaeke · Walscheid
Van Aert · Bennett · Bouwman · De Plus · Dumoulin · Eenkhoorn · Foss · Gesink · Groenewegen · Harper · Hofstede · Jansen · Kruijswijk · Kuss · Leezer · Lindeman · Martens · Martin · Pfingsten · Roglič   · Roosen · Teunissen · Tolhoek · Van der Hoorn · Van Emden · Vingegaard · Wynants
Van Aert · Affini · Bennett · Bouwman · Dekker · van Dijke (vanaf 5 september) · Dumoulin · Eenkhoorn · Van Emden · Foss · Gesink · Groenewegen · Harper · Hofstede · Van Hooydonck · Kooij (vanaf 18 februari) · Kruijswijk · Kuss · Leemreize · Martens (t/m 30 mei) · Martin · Oomen · Pfingsten · Roglič   · Roosen · Teunissen · Tolhoek · Vingegaard · Wynants (t/m 4 april)
Affini · Benoot · Bouwman · Dekker · Dennis · Dumoulin (tot 15/8) · Eenkhoorn · Foss   · Gesink · Harper · Hessmann · Hofstede · Kooij · Kruijswijk · Kuss · Laporte · Leemreize · Oomen · Roglič   · Roosen · Teunissen · Vader · Van Aert · Van der Sande · M. van Dijke · T. van Dijke · Van Emden · Van Hooydonck · Vingegaard · Gloag (stagiair)
Affini · Benoot · Bouwman · Dennis · Foss   · Gesink · Gloag · Hessmann · Hofstede · Kelderman · Kooij · Kruijswijk · Kuss · Laporte  · Leemreize · Oomen · Roglič   · Roosen · Tratnik · Vader · Valter · Van Aert · van Baarle · Van der Sande · M. van Dijke · T. van Dijke · Van Emden · Van Hooydonck · Vingegaard